# Guaviare
Guaviare (phát âm tiếng Tây Ban Nha: [ɡwaˈβjaɾe]) là một tỉnh của Colombia. Tỉnh nằm ở phía nam với thủ phủ là San José del Guaviare. Guaviare được thành lập ngày 4 tháng 7, 1991 theo Hiến pháp Colombia mới.